# Расінг (Бафусам)
«Расінг Клуб де Бафусам» (фр. Racing Club de Bafoussam) — камерунський футбольний клуб, що базується в Бафусамі. Він заснований у 1950 році і є членом Камерунської федерації футболу. Домашній стадіон клубу — «Мунісіпаль де Бамендзі». Найвідомішим вихованцем клубу є Жеремі Нжітап.

## Історія
Найуспішніший період історії клубу припав на першу половину 90-х років. Команда чотири рази ставала чемпіоном Камеруну (1989, 1992, 1993 і 1995 рік) і в 1996 році виграла кубок країни, у фіналі з мінімальним рахунком був обіграний «Стад Банджун», до цього клуб тричі виходив у фінал в 1976, 1988 і 1991 роках.
На міжнародній арені «Расінг» дебютував у 1990 році, дійшовши до чвертьфіналу Ліги чемпіонів КАФ. На цій стадії клуб із загальним рахунком 1:3 програв замбійській «Нкані», причому у попередньому раунді суперник «Расінга», «Раджа Касабланка» відмовився від участі у матчі. Надалі клуб ще чотири рази брав участь у турнірі, але досягнення 1990 року так і не перевершив. У 1997 році «Расінг» брав участь у Кубку володарів кубків КАФ, але був дискваліфікований у першому раунді. Остання поява клубу на міжнародній арені була в рамках Ліги чемпіонів КАФ 2005 року. «Расінг» вилетів у першому раунді, поступившись із загальним рахунком 3:2 клубу «Африка Спорт», хоча після першого матчу камерунська команда вела з рахунком 1:0.
У 2006 році клуб вилетів із найвищого дивізіону.

## Досягнення

### Національні
- Чемпіонат Камеруну
  - Чемпіон: 1989, 1992, 1993, 1995
- Кубок Камеруну
  - Володар: 1996
  - Фіналіст: 1976, 1988, 1991